# Атлантический белокорый палтус
Атлантический белокорый палтус или атлантический па́лтус  (лат. Hippoglossus hippoglossus) — рыба семейства камбаловых, один из самых крупных представителей семейства. Обитают в северной части Атлантического и прилежащих частях Северного Ледовитого океанов. Встречаются на глубине до 2000 м. Тело удлинённое, плоское, глаза на правой стороне. Окраска глазной стороны тела тёмно-коричневая или серая. Максимальная зарегистрированная длина 470 см. Размножаются икрометанием. Рацион состоит из костистых рыб и беспозвоночных. Ценный промысловый вид. 

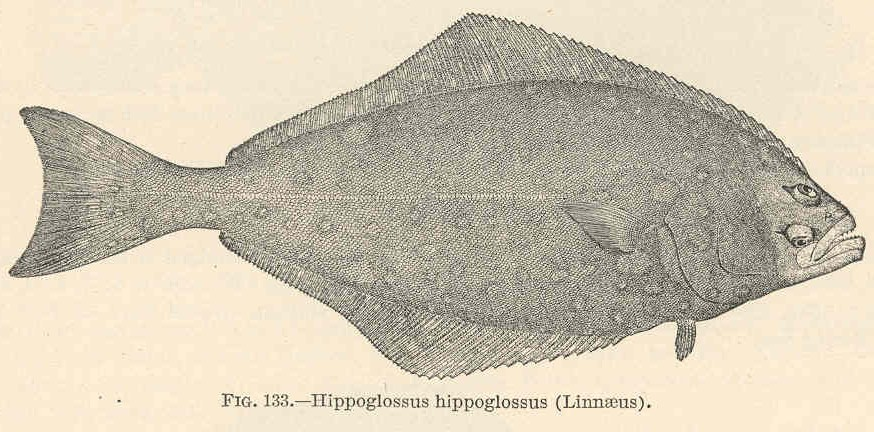
Старинное изображение атлантического палтуса (1907)

## Таксономия
Впервые вид был научно описан в 1758 году Карлом Линнеем как Pleuronectes hippoglossus.

## Описание
Длина тела может достигать 470 см, максимальная масса тела до 320 кг. У атлантических палтусов плоское тело в форме ромба. Оно удлинено сильнее по сравнению с прочими камбалообразными. Глаза расположены на правой стороне. Кожа покрыта округлой чешуёй, каждая крупная чешуйка окружена кольцом из мелкой чешуи. Грудной плавник на глазной стороне тела больше плавника на слепой стороне. Рот большой.  Крупные и острые зубы направлены назад. Хвостовой плавник с небольшой выемкой. Над грудными плавниками боковая линия формирует дугу. Окраска глазной стороны тела ровного тёмно-коричневого или чёрного цвета без отметин, у молодых особей на теле имеются светлые отметины неправильной формы. Слепая сторона рыб белая.

## Ареал
Атлантические белокорые палтусы обитают в северной части Атлантического и прилежащих частях Северного Ледовитого океанов. В восточной части Атлантики они распространены от Новой Земли и острова Колгуев до Бискайского залива, а в западной от залива Святого Лаврентия до Нью-Йорка. Встречаются у берегов Исландии, восточного побережья Гренландии, у Британских и Фарерских островов. В российских водах обитают в юго-западной части Баренцева моря.
Атлантические белокорые палтусы встречаются на глубинах 50—2000 м. Молодые особи держатся на относительно небольшой глубине, тогда как взрослые предпочитают большую глубину. Температура воды в среде обитания этих рыб колеблется пределах 3—8°С. Атлантические белокорые палтусы совершают длительные миграции протяженностью до 900 километров. Крупные особи проводят зиму у Лофотенских островов, а летом они уплывают на север до острова Медвежьего и на восток до Белого моря. Атлантический палтус нерестится на Фарерских островах, в акватории у подводного хребта, который тянется между Гренландией, Исландией и Шотландией, в Датском проливе, проливе Дэвиса и на банках вблизи Ньюфаундленда.

## Биология

### Питание
Атлантические белокорые палтусы — хищники, питаются преимущественно рыбой (треской, пикшей, мойвой, сельдью, бычками), а также головоногими и прочими донными животными.  Молодые особи питаются в основном крупными ракообразными (крабами, креветками). Обычно палтус при плавании держит тело горизонтально, но, преследуя добычу, он способен отрываться от дна и перемещаться к поверхности в вертикальном положении.

### Размножение и жизненный цикл
Атлантические палтусы размножаются икрометанием. Продолжительность жизни согласно разным источникам от 30 до 50 лет. Самцы достигают половой зрелости в 7—8 лет, а самки в 10—11 лет. Нерестится палтус на глубинах 300—700 метров температуре 5—7°С в период с декабря по апрель-май. Нерест протекает в глубоких ямах вдоль побережья или во фьордах. Икра держится в толще морской воды вплоть до выхода личинок.  Самки выметывают 1,3—3,5 миллиона икринок диаметром 3,5—4,3 миллиметра. По другим данным размер икринок 3,0—3,8 мм. Личинки выклёвываются через две-три недели, поначалу держатся в толще воды, затем оседают на дно при длине около 4 сантиметров.

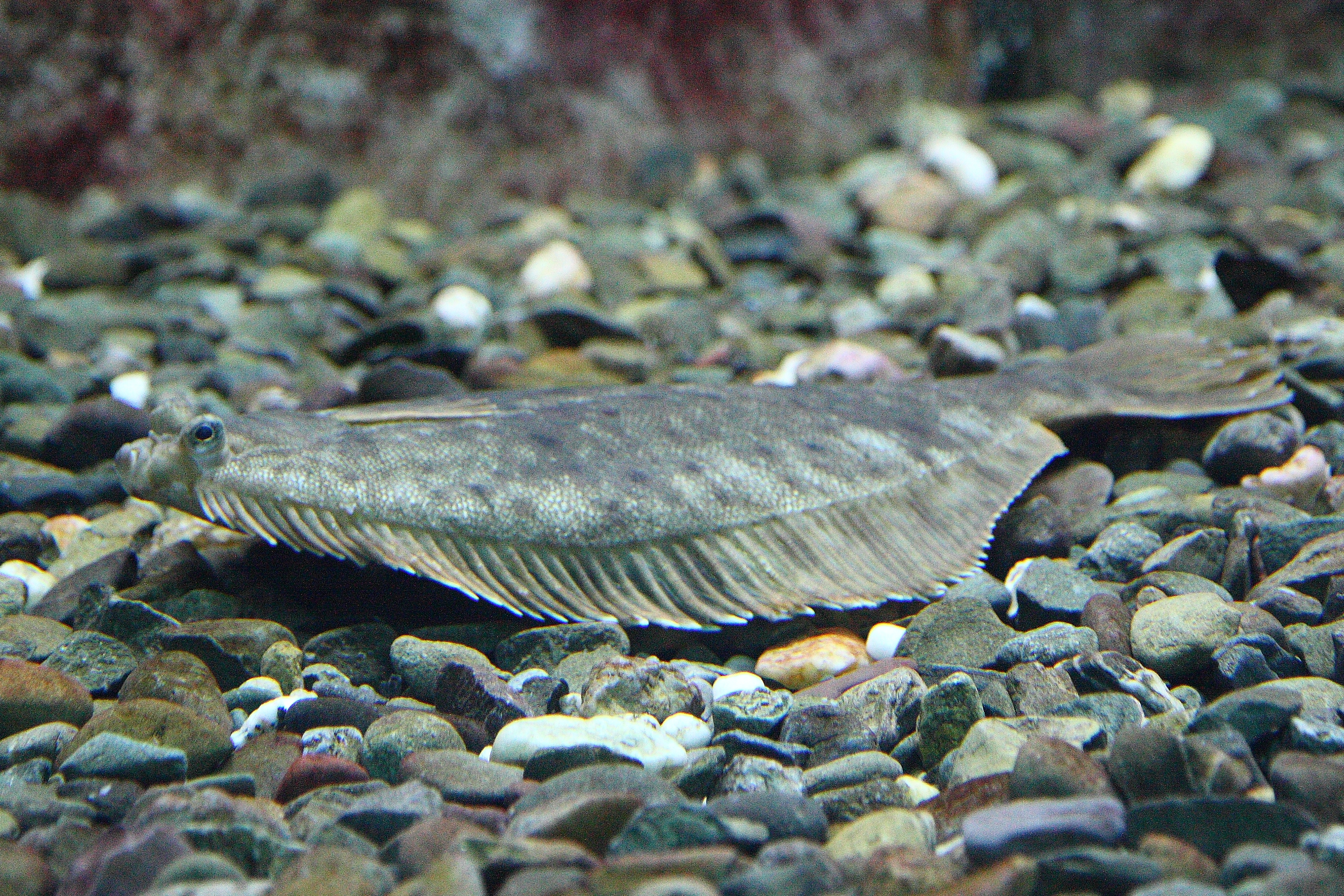
Атлантические палтусы ведут преимущественно донный образ жизни

## Взаимодействие с человеком
Атлантические палтусы являются ценным промысловым видом донных рыб. Обычное содержание жирных кислот омега-3 в их мясе составляет 1 грамм на 100 граммов филе, кроме того, оно богато витамином D. Содержание питательных веществ: жиры 4,8 %, белки 18,7, энергетическая ценность 118 ккал. Эти рыбы поступают на рынок в свежем или свежемороженом в виде филе или целиком. Белое мясо обладает отменным вкусом, его можно жарить, отваривать, готовить на открытом огне и на гриле.
Этот вид является объектом морского спортивного рыболовства. Рекордный вес на 2013 год составлял 232 кг. Пойманных рыб зачастую выпускают живыми.

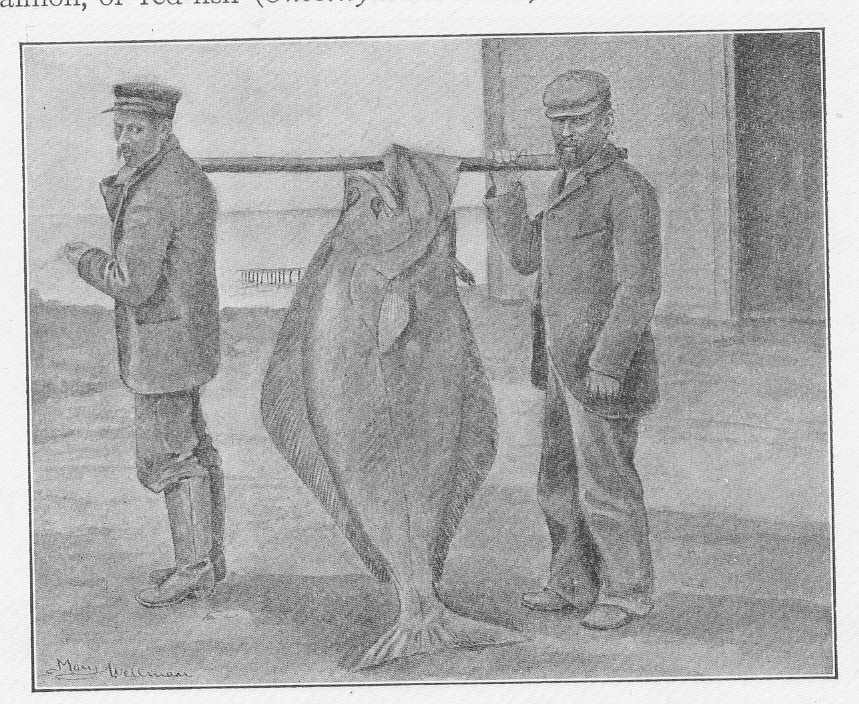
Атлантические палтусы традиционно были ценной промысловой рыбой

Медленный рост и поздний срок созревания делает атлантического палтуса уязвимым для перелова. Его промысел строго регламентирован, а помимо ограничений по размеру ежегодно с 20 декабря по 31 марта наступает мораторий на вылов палтуса сетью, тралом или другими закрепленными орудиями. В Норвегии и Шотландии этот вид выращивают искусственно. Международный союз охраны природы присвоил виду охранный статус «NT».